# هينينج بورش
هينينج بورش (بالدنماركية: Henning Borch)‏ هو لاعب كرة الريشة دنماركي، ولد في 9 مارس 1938.